# Neoscona dhruvai
Neoscona dhruvai là một loài nhện trong họ Araneidae.
Loài này thuộc chi Neoscona. Neoscona dhruvai được miêu tả năm 1994 bởi Patel & Nigam.